# The Settlers
The Settlers er en spilserie. Det første spil i serien er The Settlers, som blev udgivet i 1993. Der er otte spil i serien, herunder remakes. Alle spillene er udviklet af det tyske studie Ubisoft Blue Byte.

## Titler
Dette er en list over de spil der er i The Settlers-serien.
- The Settlers
- The Settlers II
- The Settlers III
- The Settlers IV
- The Settlers: Heritage of Kings
- The Settlers II 10th Anniversary
- The Settlers: Rise of an Empire
- The Settlers: Rise of Cultures
- The Settlers 7: Paths to a Kingdom

## Eksterne links
- The Settlers Arkiveret 5. august 2014 hos  Wayback Machine (engelsk)
- The Settlers Online: Free online game Arkiveret 10. december 2011 hos  Wayback Machine (engelsk)